# Mag ik naar je kijken
Mag ik naar je kijken is een single van de Nederlandse zanger Marcel de Groot uit 1995. Het stond in hetzelfde jaar als tweede track op het album Manen kweken.

## Achtergrond
Mag ik naar je kijken is geschreven door Boudewijn de Groot (vader van Marcel), Henk Westbroek en Marcel de Groot. Het is een nederpopnummer waarin de zanger zingt over hoe hij een heel mooie vrouw zou aanspreken, een vrouw waar hij op slag verliefd op is. Het lied was de enige grote hit uit de carrière van Marcel de Groot.

## Hitnoteringen
Het lied behaalde in de twee grootste hitlijsten van Nederland een notering. In de Mega Top 50 reikte het tot de zevende plaats en stond het tien weken in de lijst. Het stond twee weken korter in de Top 40 en had de elfde plek als piekpositie.

## Cover
In 2006 ging de feestartiest Starkoo met het lied aan de slag en bracht een feestcover. Deze cover had een bescheiden succes in Nederland. Het kwam tot de vijftigste plek van de Single Top 100 en stond vijf weken in die lijst. De Top 40 werd niet gehaald. 